# Czerwińsk nad Wisłą (gmina)
Pour les articles homonymes, voir Czerwińsk nad Wisłą.
Czerwińsk nad Wisłą est une gmina rurale (gmina wiejska) de la powiat de Płońsk, dans la Voïvodie de Mazovie, dans le centre-est de la Pologne.
Son siège administratif (chef-lieu) est le village de Czerwińsk nad Wisłą qui se situe environ 29 kilomètres au sud de Płońsk (capitale de la powiat) et 52 kilomètres à l'ouest de Varsovie (capitale de la Pologne).
La gmina couvre une superficie de 146,07 km2 pour une population de 7 787 habitants en 2006.

## Histoire
De 1975 à 1998, la gmina est attachée administrativement à la voïvodie de Ciechanów.

Depuis 1999, elle fait partie de la voïvodie de Mazovie.

## Géographie
La gmina inclut les villages et localités de :

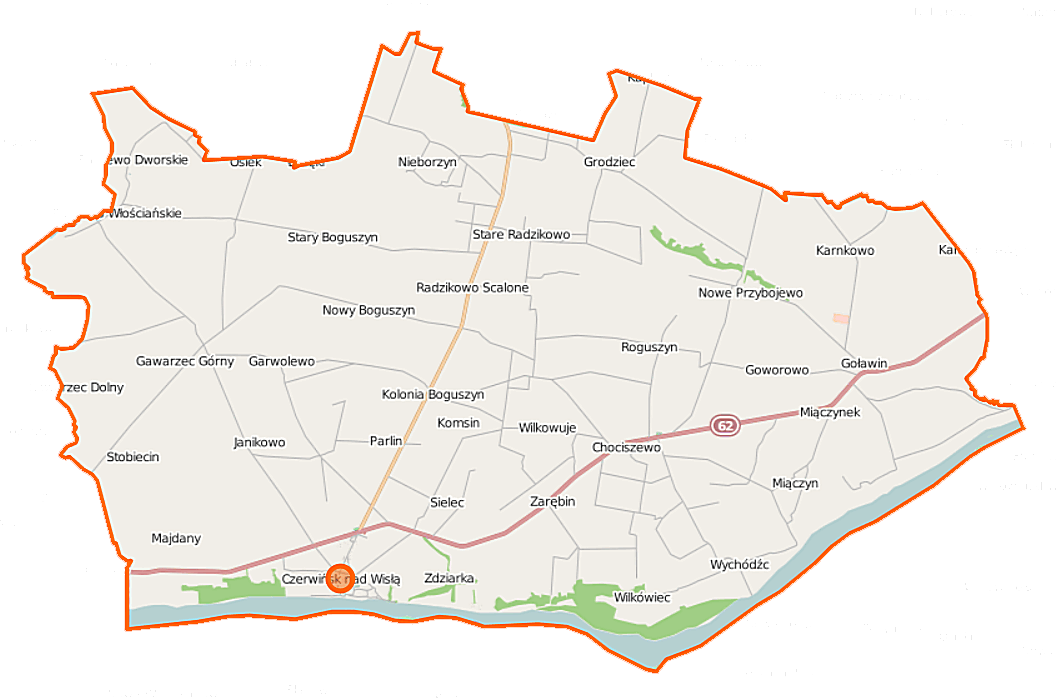
Plan de la gmina

- Chociszewo
- Czerwińsk nad Wisłą
- Garwolewo
- Gawarzec Dolny
- Gawarzec Górny
- Goławin
- Goworowo
- Grodziec
- Janikowo
- Karnkowo
- Komsin
- Kuchary-Skotniki
- Łbowo
- Miączyn
- Miączynek
- Nieborzyn
- Nowe Przybojewo
- Nowe Radzikowo
- Nowy Boguszyn
- Osiek
- Parlin
- Radzikowo Scalone
- Raszewo Dworskie
- Raszewo Włościańskie
- Roguszyn
- Sielec
- Stare Przybojewo
- Stare Radzikowo
- Stary Boguszyn
- Stobiecin
- Wilkówiec
- Wilkowuje
- Wola
- Wólka Przybójewska
- Wychódźc
- Zarębin
- Zdziarka

### Gminy voisines
La gmina de Czerwińsk nad Wisłą est voisine des gminy suivantes :
- Brochów
- Leoncin
- Naruszewo
- Wyszogród
- Zakroczym
- Załuski

## Structure du terrain
D'après les données de 2002, la superficie de la commune de Czerwińsk nad Wisłą est de 146,07 km2, répartis comme tel :
- terres agricoles : 84%
- forêts : 5%

La commune représente 10,56% de la superficie du powiat.

## Démographie
Données du 30 juin 2004 :
| Description        | Total  | Total | Femmes | Femmes | Hommes | Hommes |
| ------------------ | ------ | ----- | ------ | ------ | ------ | ------ |
| Unité              | Nombre | %     | Nombre | %      | Nombre | %      |
| Population         | 7 926  | 100   | 3 981  | 50,2   | 3 945  | 49,8   |
| Densité (hab./km²) | 54,3   | 54,3  | 27,3   | 27,3   | 27     | 27     |